# Pacific State
Singles de 808 State
Let Yourself Go/Deepville (en)
(1988) The Extended Pleasure of Dance
(1990)
Pacific est un single du groupe de musique électronique anglais 808 State, sorti en 1989. Le morceau existe en de nombreuses versions, connues sous différents titres, comme Pacific State (tel qu'inclus dans le mini-album Quadrastate (en) publié la même année) ou Pacific 202 (dans l'album 90).

## Contexte
Gerald Simpson commence à travailler sur le morceau avant son départ de 808 State en 1989 ; le single est publié après son départ. Selon Simpson, le groupe finalise et publie le morceau sans son autorisation. Bien que Simpson soit crédité comme auteur et coproducteur sur l'album Quadrastate (en), il en revendique l'entière paternité.
Selon Graham Massey, membre de 808 State, deux éléments resortent particulièrement : le sample d'oiseau et le saxophone. Ce dernier est joué par Massey lui-même ; l'oiseau samplé est un plongeon.

## Réception
Selon Massey, Pacific est joué comme morceau de clôture à The Haçienda, un ancien nightclub de Manchester, pendant les six mois qui précèdent sa sortie. L'animateur britannique Gary Davies (en) l'aurait ensuite entendu à Ibiza et aurait commencé à le diffuser sur BBC Radio 1.
Le morceau est inclus sur l'album Quadrastate (en), qui parait fin juillet 1989, sous le titre Pacific State. Le single sort au Royaume-Uni le 6 novembre 1989 sur le label ZTT Records et sous le nom Pacific 707 ; aux États-Unis, il est publié par Tommy Boy Records le 15 mars 1990. Il est classé dans le UK Singles Chart pendant 11 semaines, culminant à la 10e position.
Le sample d'oiseau est réutilisé par la suite par de nombreux autres artistes, comme sur la chanson Babylon de Lady Gaga.